# Chapecó

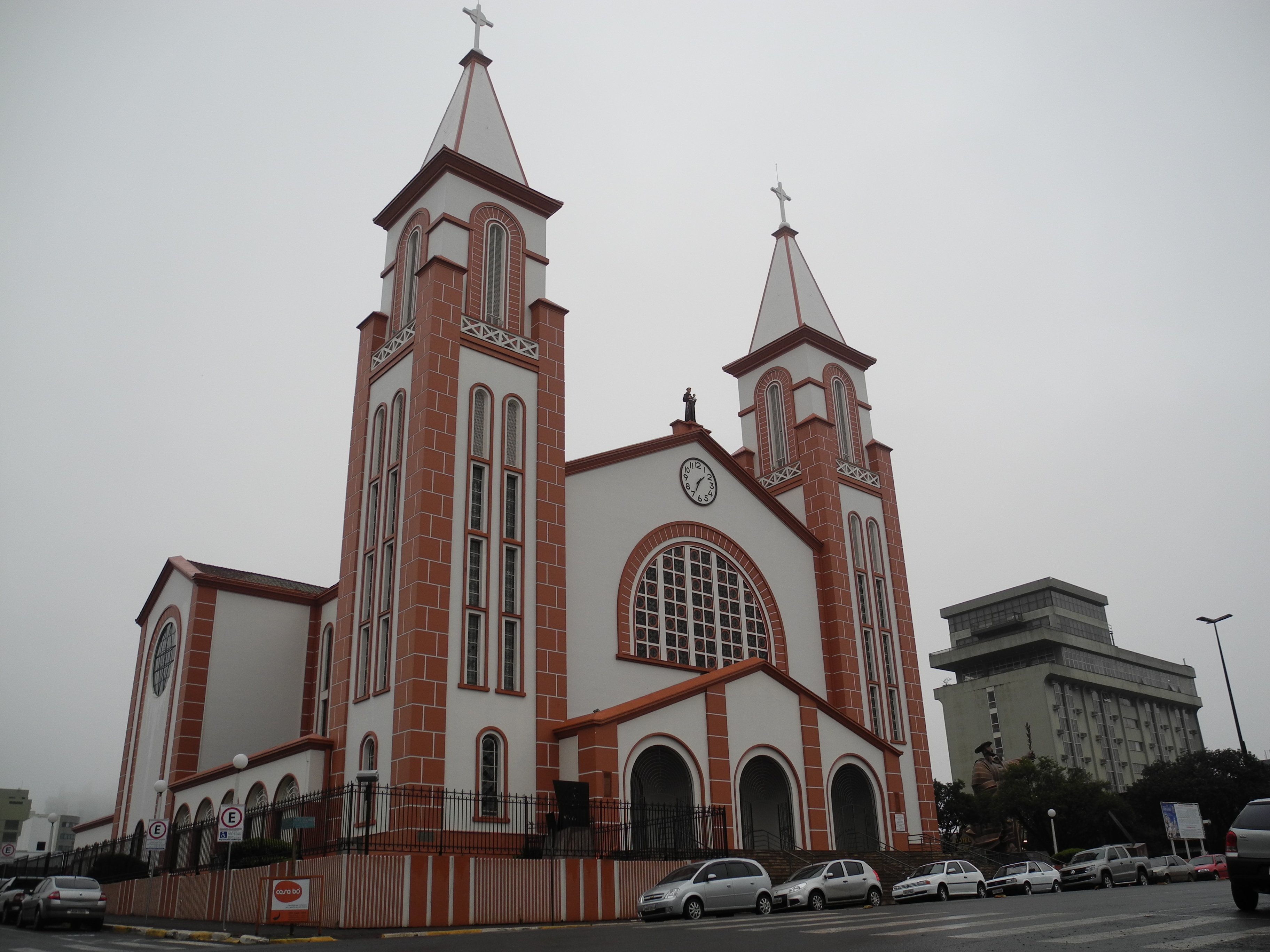
Catedral Sant Antônio

Chapecó és un municipi brasiler de l'estat de Santa Catarina. Considerat la capital brasilera de la agroindústria i del turisme de negocis, va ser totalment planejada i el seu traçat és en forma de taulell d'escacs. Amb una població de 209.553 habitants, actualment és la cinquena major ciutat de l'estat, darrere de Joinville, Florianópolis, Blumenau i Són José. Està localitzada en l'Oest Catarinense, en la inserció de la badia hidrogràfica del riu Uruguai, el curs del qual defineix la divisió amb l'estat del Rio Grande do Sul. Els municipis veïns són, bàsicament, antics districtes esquarterats, com Cordilheira Alta, Seara, Xaxim, Coronel Freitas, Guatambu, Nova Itaberaba, Arvoredo i Paial.
Chapecó té una superfície de 626.060km². Els indicadors socio-econòmics de la ciutat estan entre els més elevats del país, posseint un índex de desenvolupament humà (IDH) de 0.790, sent el 67è major IDH municipal de Brasil i el 12è de Santa Catarina.
Les ètnies de Chapecó són les següents:
| Color/Raça      | Percentatge |
| --------------- | ----------- |
| Blanca          | el 81,55%   |
| Parda           | el 14,83%   |
| Negra           | el 2,22%    |
| Indígena        | el 0,62%    |
| Groc            | el 0,08%    |
| Sense definició | el 0,87%    |

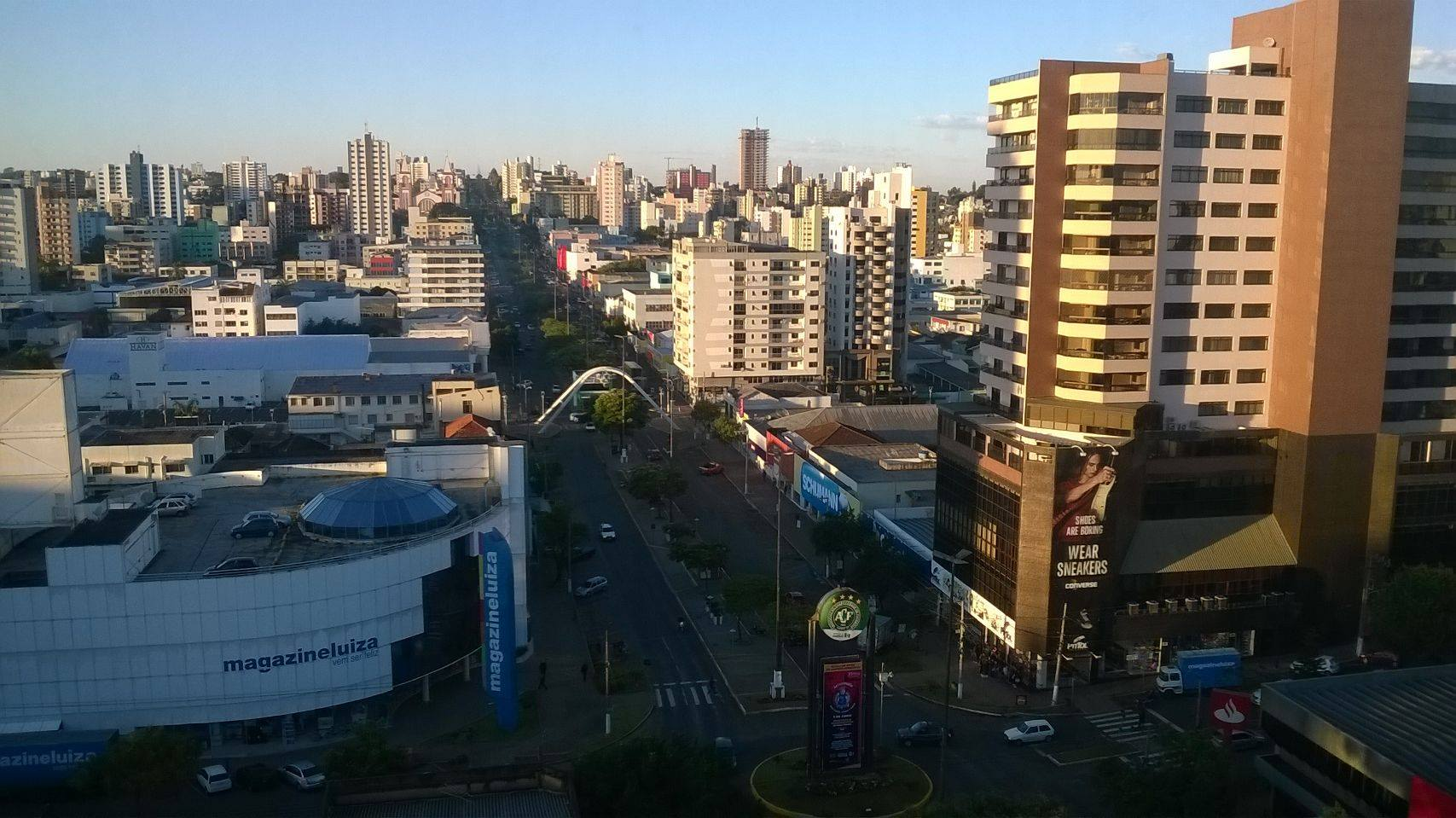
Edificis en la regió cèntrica de la ciutat

L'equip de futbol de la ciutat és l'Associação Chapecoense de Futebol que va aconseguir el Campionat Catarinense de Futbol de 2016. La seva seu és l'Arena Condá, el major estadi de santa Catarina amb capacitat per 22.000 persones i ubicat a la Zona Leste de la ciutat. L'equip, després de tres anys consecutius en la Sèrie C del Campionat Brasiler (2010, 2011 i 2012), va aconseguir pujar a segona divisió el 2013, havent estat clasificar per a disputar el Brasileirão de la Sèrie A en 2014. El dia 28 de novembre de 2016 l'equip Chapecoense va sofrir un fatal accident aeri a Colòmbia.

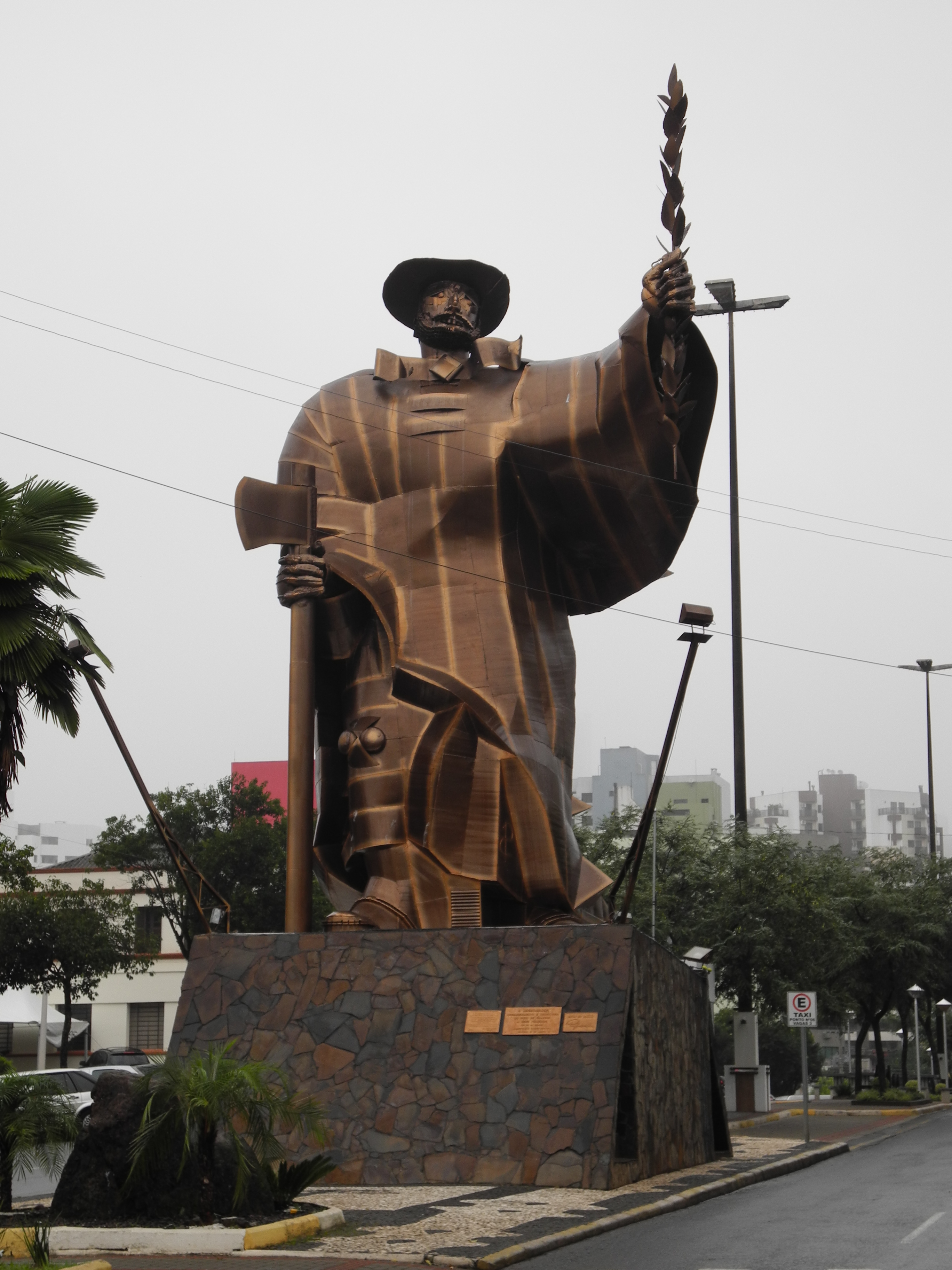
Estàtua "El Desbravador"